# راک‌استار سن‌دیگو
راک‌استار سن‌دیگو (به انگلیسی: RockStar San Diego) نام یک استودیوی بازی‌سازی آمریکایی است که عمده شهرت خود را مدیون ساخت دو سری بازی فوق العاده زیبا ی سرخپوست مرده: رستگاری و سرخپوست مرده: شش‌لول است. این استودیو زیرمجموعه شرکت راک استار گیمز محسوب می‌شود. استودیو راک‌استار سن‌دیگو توسعه دهنده موتور بازیسازی راک‌استار با نام موتور بازی پیشرفته راک‌استار که برای بازی‌های این کمپانی از جمله اتومبیل‌دزدی بزرگ ۴ استفاده کرده‌است.

## پروژه‌ها
| عنوان                                         | سال انتشار | پلتفرم                     | توضیحات                                         |
| Midnight Club II                              | ۲۰۰۳       | PS2 , XBOX, PC             |                                                 |
| Red Dead Revolver                             | ۲۰۰۴       | PS2 , XBOX                 |                                                 |
| Midnight Club 3: DUB Edition                  | ۲۰۰۵       | PSP , PS2 , XBOX           | نسخه PSP با همراهی Rockstar Leeds               |
| Midnight Club 3: DUB Edition Remix            | ۲۰۰۶       | PS2 , XBOX                 |                                                 |
| Rockstar Games Presents Table Tennis          | ۲۰۰۶       | X360 , WII                 | به همراهی Rockstar Leeds                        |
| Midnight Club: Los Angeles                    | ۲۰۰۸       | PS3 , X360                 |                                                 |
| Midnight Club: L.A. Remix                     | ۲۰۰۸       | PSP                        | به همراهی Rockstar Lincoln                      |
| Midnight Club: Los Angeles – Complete Edition | ۲۰۰۹       | PS3 , X360                 |                                                 |
| Red Dead Redemption                           | ۲۰۱۰       | PS3 , X360                 | به همراهی Rockstar North                        |
| Red Dead Redemption: Undead Nightmare         | ۲۰۱۰       | PS3 , X360                 | به همراهی Rockstar North                        |
| L.A. Noire                                    | ۲۰۱۱       | PS3 , X360 , PC PS4        | به همراهی Team Bondi و به سرپرسی Rockstar North |
| Max Payne 3                                   | ۲۰۱۲       | PS3 , X360 , PC            |                                                 |
| Grand Theft Auto V                            | ۲۰۱۳       | PS3 , PS4 , X360 , X1 , PC | به سرپرستی Rockstar North                       |
| Red Dead Redemption 2                         | ۲۰۱۸       | PC , PS4 , XBOX1           |                                                 |